# Erté

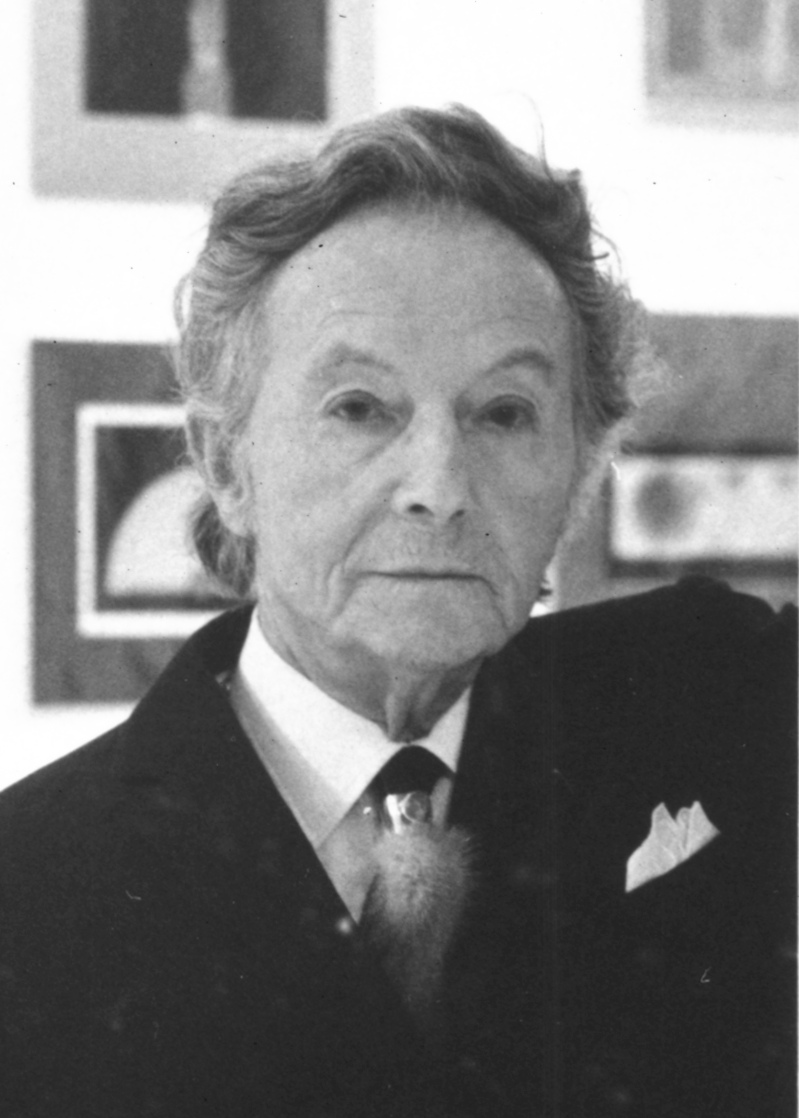
Erté (1970)

Erté ([ɛʁ.te] (* 23. November 1892 in Sankt Petersburg, Russisches Kaiserreich als Romain de Tirtoff bzw. russisch Рома́н Петро́вич Ты́ртов); †  21. April 1990 in Paris, Frankreich) war ein russisch-französischer Illustrator, Bühnenbildner und Modedesigner des Art déco. Sein Stil war geprägt von synthetischem Kubismus in Verbindung mit fernöstlichem Dekorativismus. 

## Leben
Erté wuchs in St. Petersburg als Sohn eines Marineoffiziers auf. Ab 1906 studierte er an der Kunstakademie seiner Heimatstadt und bei Ilja Jefimowitsch Repin. Unter den Pseudonymen Pitch und Tir veröffentlichte er Modeskizzen in der Zeitschrift Damskij mir.
1910 emigrierte er nach Paris (später Boulogne-sur-Seine), wo er später die französische Staatsbürgerschaft erhielt. Seinen Künstlernamen leitete er von der französischen Aussprache seiner Initialen ab. In Paris studierte er an der Académie Julian und zeichnete nebenbei für die in der Rue Royale ansässige Modeschöpferin Caroline.

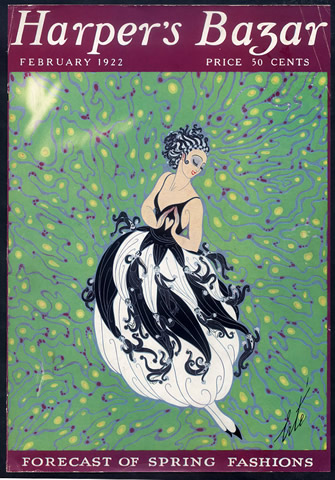
Cover von Harper’s Bazar, Februar 1922

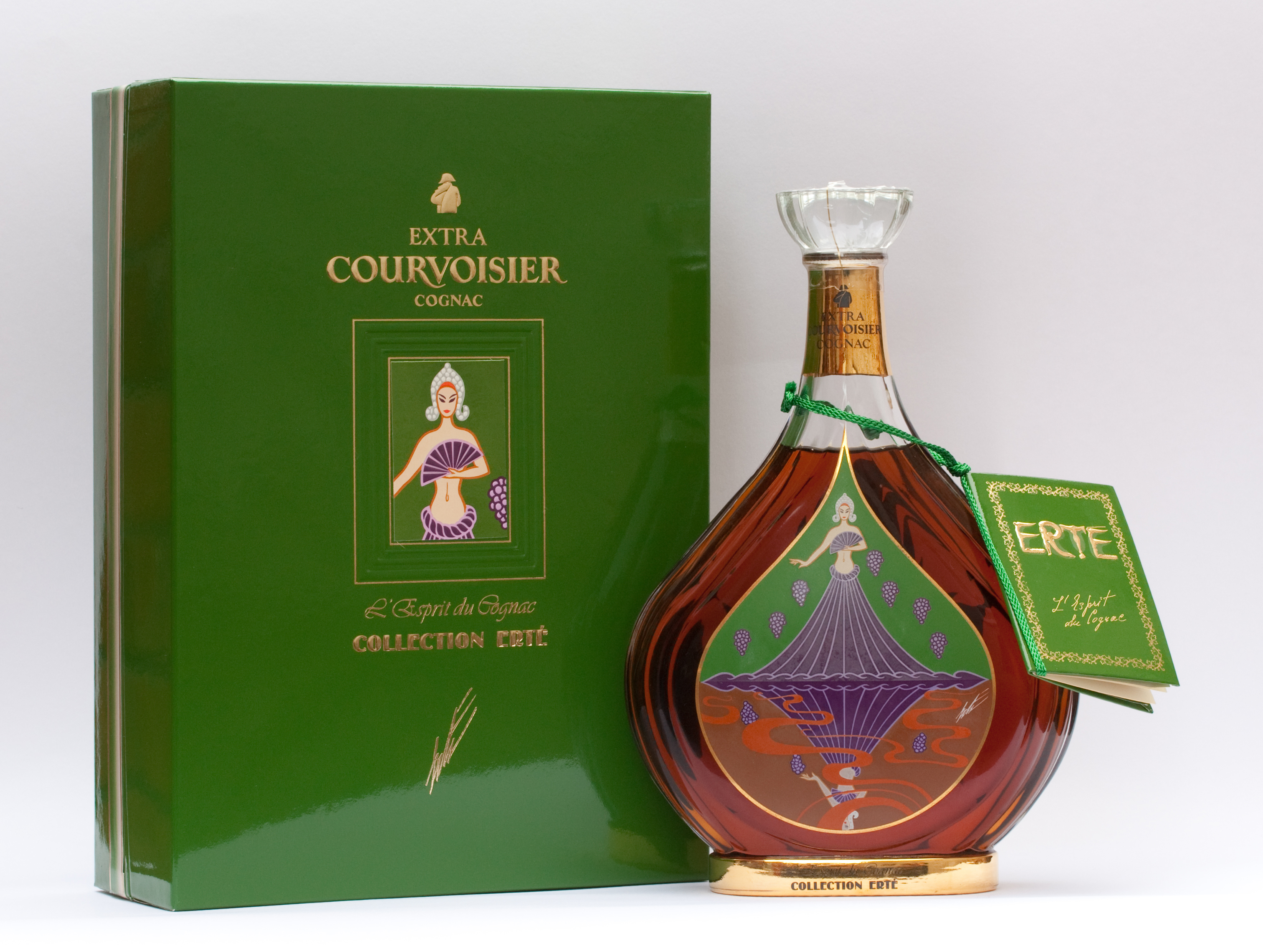
Einer von mehreren Entwürfen von Flaschen für den Cognac-Hersteller Courvoisier

Zwischen 1913 und 1914 zeichnete Erté für die Presse und dessen Kundinnen die Modelle des Pariser Modeschöpfers Paul Poiret. Ab 1915 veröffentlichte das Modemagazin Harper’s Bazaar seine Zeichnungen. Von 1915 bis 1937 war er im Auftrag von Harper’s Bazaar tätig, wo er Titelseiten sowie Modeillustrationen gestaltete. Seine Illustrationen wurden auch in den Magazinen Vogue, Cosmopolitan, Femina und Art et Industrie veröffentlicht. Außerdem widmete sich Erté dem Kostüm- und Bühnenbild von Film (1925 Filmkostüme für Metro-Goldwyn-Mayer), Revue (1970 bis 1974, Revuen von Roland Petit mit Zizi Jeanmaire; André Hellers Revue Flic Flac), Theater und Oper. 
Seine Entwürfe umfassten Kleider und Accessoires für Frauen, Kostüme und Bühnenbilder für Oper, Ballett und Dramatik sowie Plakate und Drucke. Seine Feder- und Gouacheillustrationen zeigen Modelle meist in Posen, bei denen sie von luxuriösen Schmuckstücken, Federn und weichen, fließenden Materialien umgeben sind, vor dem Hintergrund von Interieurs im Stil des Art Déco.

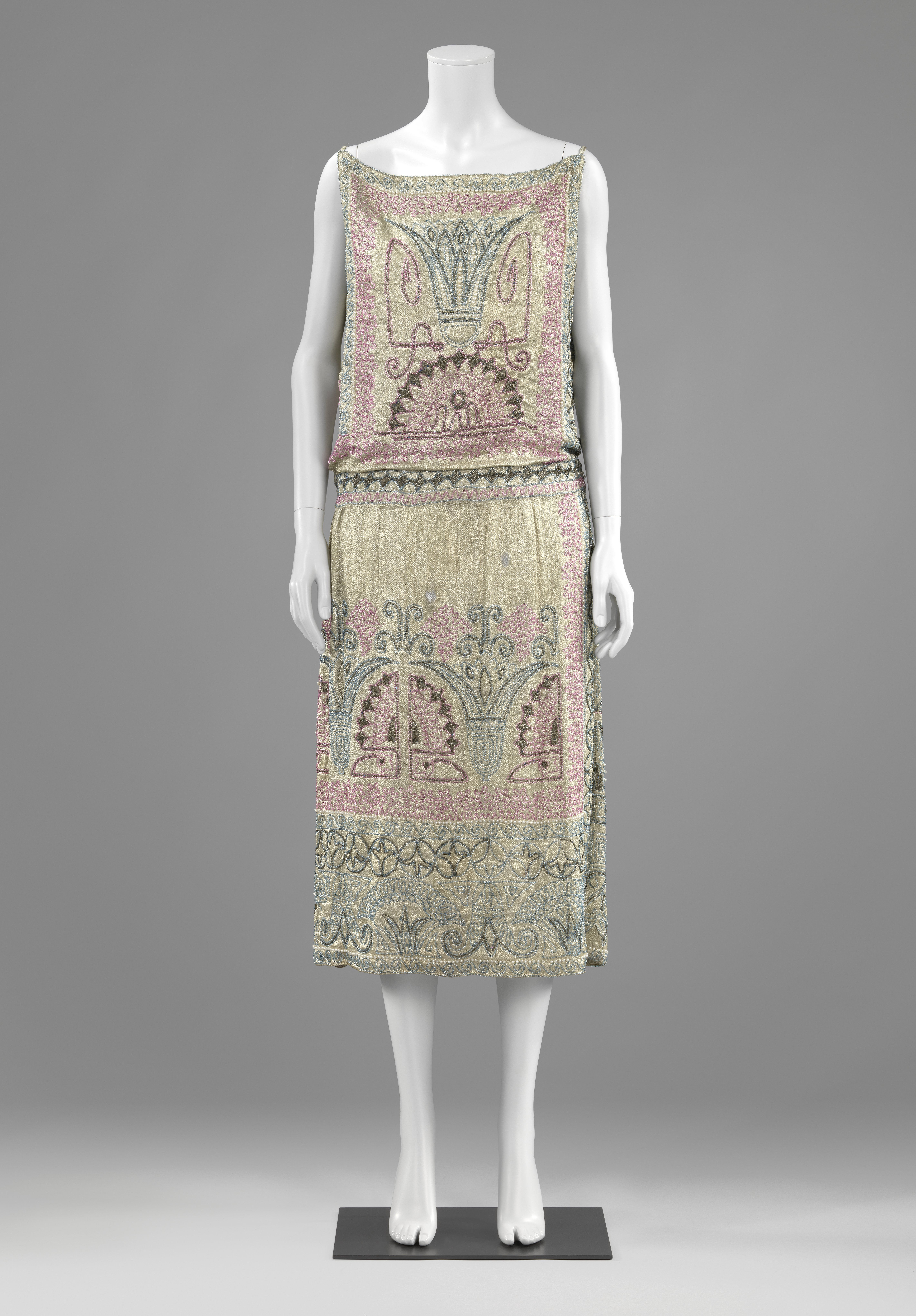
Abendkleid, ca. 1922–1924, Gewebe aus Metallfäden, Stickereien aus Glasperlen, Amsterdam, Rijksmuseum

Der gleiche üppige Stil prägte Ertés Entwürfe fürs Theater. 35 Jahre lang entwarf er aufwändige Eröffnungs- und Finalszenen sowie Kostüme für das französische Theater. Von 1921 bis 1929 arbeitete er für das Folies Bergère in Paris. In den 1920er Jahren entwarf er Kostüme für die Künstlerinnen, die in amerikanischen Revuen wie den Ziegfeld Follies und George White’s Scandals auftraten. 
Seine enge Freundschaft mit der Pariser Kabarett-Besitzerin Hélène Martini führte ab 1955 zur Ausstattung mehrerer großer Revuen in ihren Theatern. Später übernahm er die Einrichtung ihres Restaurants Rasputin  und gestaltete ihre Privatwohnung im Dachgeschoss ihres Kabarett an der Place Pigalle, gefolgt von der Innenausstattung ihres Schlosses im Pariser Osten.
In den 1960er Jahren fertigte Erté abstrakt-phantastische, farbenfrohe Werke wie Lithographien, Siebdrucke und Statuetten. Ab 1980 arbeitete er verstärkt figürlich.
Erté starb am 21. April 1990 in Paris.